# Jüdische Elementarschule Hainstadt (Buchen)
Die Jüdische Elementarschule in Hainstadt, einem Stadtteil von Buchen im Neckar-Odenwald-Kreis im nördlichen Baden-Württemberg, war eine Elementarschule, die 1820 gegründet und 1869 aufgelöst wurde. Sie wurde von der Jüdischen Gemeinde Hainstadt unterhalten. Das badische Judenedikt von 1809 gestattete den jüdischen Gemeinden, eigene Schulen zu errichten, sofern sie die Kosten dafür übernahmen.
Die 1869 aufgelöste jüdische Elementarschule Hainstadt wurde als Religionsschule weitergeführt.